# Mitsuoka
Mitsuoka (jap. 光岡自動車 Mitsuoka-jidōsha) – japoński producent neoklasycznych samochodów miejskich, sportowych oraz limuzyn, utrzymanych w stylu brytyjskich pojazdów z lat 50. i 60. XX wieku (od modelu Buddy amerykańskich suvów z lat 80 XX wieku.) 

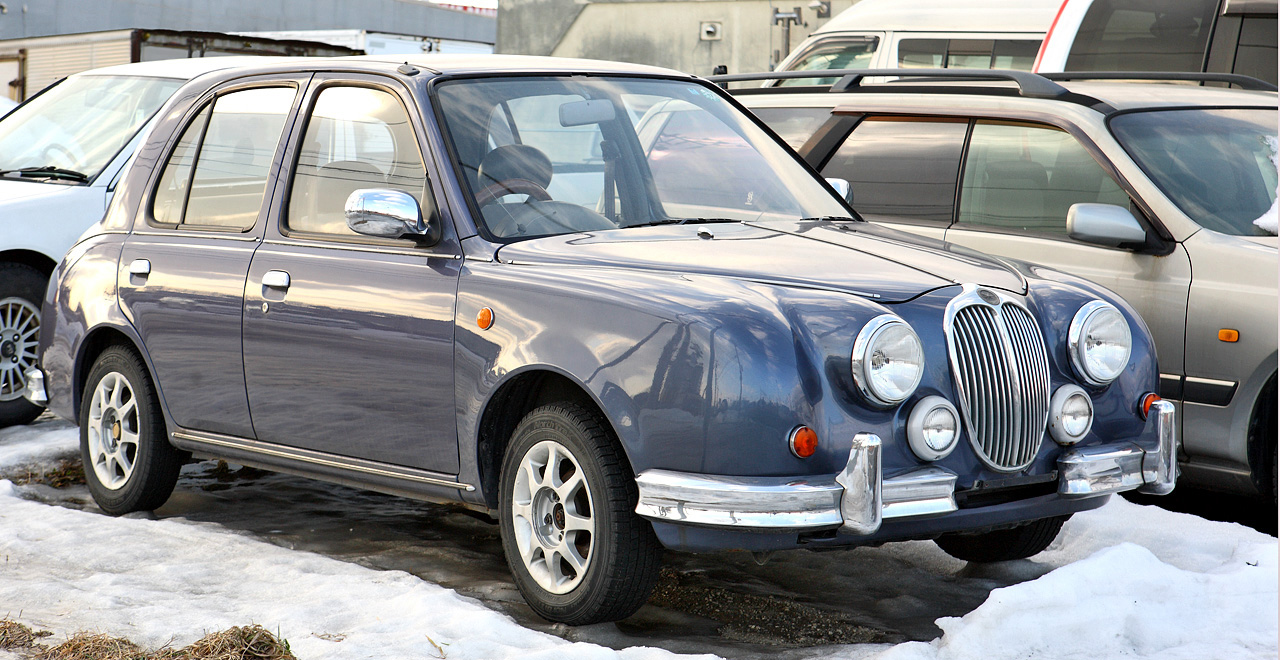
Mitsuoka Viewt

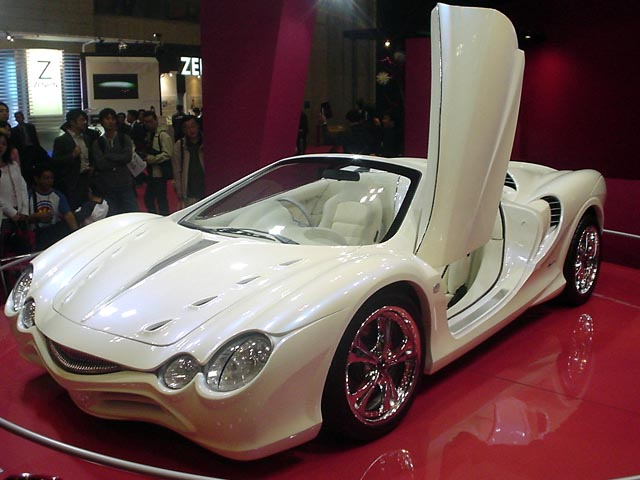
Mitsuoka Orochi

Wielkość produkcji w 2003 roku wyniosła 600 samochodów.

## Aktualne modele
- Cute
- Galue
- Galue 204
- Himiko
- Nouera
- Orochi
- Ryoga
- Viewt
- Like
- Buddy